# Duraisamy Simon Lourdusamy
Duraisamy Simon Lourdusamy (ur. 5 lutego 1924 w Kalleri, zm. 2 czerwca 2014 w Rzymie) – indyjski duchowny katolicki, arcybiskup Bangalore, wysoki urzędnik Kurii Rzymskiej, kardynał.

## Życiorys
Studiował w Kolegium Loyoli w Madrasie; przyjął święcenia kapłańskie 21 grudnia 1951. Pracował jako duszpasterz w archidiecezji Pondicherry, następnie wyjechał do Rzymu i w 1956 obronił doktorat z prawa kanonicznego na Papieskim Uniwersytecie Urbaniana. Po powrocie do Pondicherry był kanclerzem archidiecezji i sekretarzem miejscowego arcybiskupa, a także kierował redakcją tygodnika katolickiego "Sava Viaby" (w języku tamilskim). Opiekował się katolickimi środowiskami studenckimi i lekarskimi.
2 lipca 1962 został mianowany biskupem pomocniczym Bangalore, ze stolicą tytularną Sozusa di Libia; sakry biskupiej udzielił mu 22 sierpnia 1962 Ambrose Rayappan (arcybiskup Pondicherry i Cuddalore). Biskup Lourdusamy brał udział w obradach Soboru Watykańskiego II. W listopadzie 1964 został mianowany koadiutorem Bangalore z prawem następstwa i podniesiony do rangi arcybiskupa tytularnego Filippi. Od stycznia 1968 był arcybiskupem Bangalore.
Brał udział w sesjach Światowego Synodu Biskupów w Watykanie; w 1967 pełnił funkcję wiceprzewodniczącego Panazjatyckiej Konferencji Katechetyczno-Liturgicznej w Manili. W marcu 1971 przeszedł do pracy w Kurii Rzymskiej, został zastępcą sekretarza w Kongregacji Ewangelizowania Ludów; zrezygnował z rządów archidiecezją Bangalore w kwietniu 1971. W lutym 1973 został sekretarzem Kongregacji Ewangelizowania Ludów, a także prezydentem Papieskiego Dzieła Misyjnego oraz wicekanclerzem Papieskiego Uniwersytetu Urbaniana w Rzymie.
W maju 1985 Jan Paweł II wyniósł go do godności kardynalskiej, nadając diakonię S. Maria delle Grazie alle Fornaci fuori Porta Cavalleggeri. Od października 1985 do maja 1991 kardynał Lourdusamy pełnił funkcję prefekta watykańskiej Kongregacji Kościołów Wschodnich. Od kwietnia 1993 przysługiwał mu tytuł kardynała-protodiakona, a w styczniu 1996 został promowany do rangi kardynała-prezbitera, utrzymując dotychczasową diakonię w charakterze tytułu prezbiterskiego na zasadzie pro hac vice. Był specjalnym legatem papieskim na pogrzebie Matki Teresy w Kalkucie 13 września 1997.
Po ukończeniu 80. roku życia (luty 2004) utracił prawo udziału w konklawe.